# Tabel cu Președinții Statelor Unite ale Americii aflați în viață
| Former presidents | Former presidents |  | Former presidents | The incumbent president, Joe Biden |
| Lista președinților aflați în viață include patru foști președinți (de la stânga: Bill Clinton, George W. Bush, Barack Obama și Joe Biden) și președintele în funcție (Donald Trump). |                   |  |                   |                                    |

Acest tabel prezintă toate persoanele aflate în viață la un moment dat și care au servit ca Președinte al Statelor Unite ale Americii.
- Vezi și Tabel cu linia vieții președinților Statelor Unite ale Americii.

| Președinți | Președinți                                                                                  | De la              | De la                                                                           | Până la            | Până la                                        | Durată        | Durată                  |
| Câți       | Nume                                                                                        | Data               | Eveniment                                                                       | Data               | Eveniment                                      | (în zile)     | (în ani, luni, zile)    |
| 1          | George Washington                                                                           | 30 aprilie 1789    | Instalarea în funcție a lui George Washington                                   | 4 martie 1797      | Încheierea mandatului lui George Washington    | 2.865 zile    | 7 ani, 10 luni, 4 zile  |
| 2          | George Washington John Adams                                                                | 4 martie 1797      | Instalarea în funcție a lui John Adams                                          | 14 decembrie 1799  | Decesul lui George Washington                  | 1.015 zile    | 2 ani, 9 luni, 10 zile  |
| 1          | John Adams                                                                                  | 14 decembrie 1799  | Decesul lui George Washington                                                   | 4 martie 1801      | Încheierea mandatului lui John Adams           | 446 zile      | 1 an, 2 luni, 18 zile   |
| 2          | John Adams Thomas Jefferson                                                                 | 4 martie 1801      | Instalarea în funcție a lui Thomas Jefferson                                    | 4 martie 1809      | Încheierea mandatului lui Thomas Jefferson     | 2.922 zile    | 8 ani                   |
| 3          | John Adams Thomas Jefferson James Madison                                                   | 4 martie 1809      | Instalarea în funcție a lui James Madison                                       | 4 martie 1817      | Încheierea mandatului lui James Madison        | 2.922 zile    | 8 ani                   |
| 4          | John Adams Thomas Jefferson James Madison James Monroe                                      | 4 martie 1817      | Instalarea în funcție a lui James Monroe                                        | 4 martie 1825      | Încheierea mandatului lui James Monroe         | 2.922 zile    | 8 ani                   |
| 5          | John Adams Thomas Jefferson James Madison James Monroe John Quincy Adams                    | 4 martie 1825      | Instalarea în funcție a lui John Quincy Adams                                   | 4 iulie 1826       | Decesul lui Thomas Jefferson                   | 487 zile      | 1 an, 4 luni            |
| 4          | John Adams James Madison James Monroe John Quincy Adams                                     | 4 iulie 1826       | Decesul lui Thomas Jefferson                                                    | 4 iulie 1826       | Decesul lui John Adams                         | circa 4-5 ore | circa 4-5 ore           |
| 3          | James Madison James Monroe John Quincy Adams                                                | 4 iulie 1826       | Decesul lui John Adams                                                          | 4 martie 1829      | Încheierea mandatului lui John Quincy Adams    | 974 zile      | 2 ani, 8 luni           |
| 4          | James Madison James Monroe John Quincy Adams Andrew Jackson                                 | 4 martie 1829      | Instalarea în funcție a lui Andrew Jackson                                      | 4 iulie 1831       | Decesul lui James Monroe                       | 852 zile      | 2 ani, 4 luni           |
| 3          | James Madison John Quincy Adams Andrew Jackson                                              | 4 iulie 1831       | Decesul lui James Monroe                                                        | 28 iunie 1836      | Decesul lui James Madison                      | 1.821 zile    | 4 ani, 11 luni, 24 zile |
| 2          | John Quincy Adams Andrew Jackson                                                            | 28 iunie 1836      | Decesul lui James Madison                                                       | 4 martie 1837      | Încheierea mandatului lui Andrew Jackson       | 249 zile      | 8 luni, 4 zile          |
| 3          | John Quincy Adams Andrew Jackson Martin Van Buren                                           | 4 martie 1837      | Instalarea în funcție a lui Martin Van Buren                                    | 4 martie 1841      | Încheierea mandatului lui Martin Van Buren     | 1.461 zile    | 4 ani                   |
| 4          | John Quincy Adams Andrew Jackson Martin Van Buren William H. Harrison                       | 4 martie 1841      | Instalarea în funcție a lui William H. Harrison                                 | 4 aprilie 1841     | Decesul lui William H. Harrison                | 31 zile       | 1 lună                  |
| 4          | John Quincy Adams Andrew Jackson Martin Van Buren John Tyler                                | 4 aprilie 1841     | Preluarea funcției de către John Tyler (decesul lui William H. Harrison)        | 4 martie 1845      | Încheierea mandatului lui John Tyler           | 1.430 zile    | 3 ani, 11 luni          |
| 5          | John Quincy Adams Andrew Jackson Martin Van Buren John Tyler James K. Polk                  | 4 martie 1845      | Instalarea în funcție a lui James K. Polk                                       | 8 iunie 1845       | Decesul lui Andrew Jackson                     | 96 zile       | 3 luni, 4 zile          |
| 4          | John Quincy Adams Martin Van Buren John Tyler James K. Polk                                 | 8 iunie 1845       | Decesul lui Andrew Jackson                                                      | 23 februarie 1848  | Decesul lui John Quincy Adams                  | 990 zile      | 2 ani, 8 luni, 15 zile  |
| 3          | Martin Van Buren John Tyler James K. Polk                                                   | 23 februarie 1848  | Decesul lui John Quincy Adams                                                   | 4 martie 1849      | Încheierea mandatului lui James K. Polk        | 375 zile      | 1 an, 9 zile            |
| 4          | Martin Van Buren John Tyler James K. Polk Zachary Taylor                                    | 4 martie 1849      | Instalarea în funcție a lui Zachary Taylor                                      | 15 iunie 1849      | Decesul lui James K. Polk                      | 103 zile      | 3 luni, 11 zile         |
| 3          | Martin Van Buren John Tyler Zachary Taylor                                                  | 15 iunie 1849      | Decesul lui James K. Polk                                                       | 9 iulie 1850       | Decesul lui Zachary Taylor                     | 389 zile      | 1 an, 24 zile           |
| 3          | Martin Van Buren John Tyler Millard Fillmore                                                | 9 iulie 1850       | Preluarea funcției de către Millard Fillmore (decesul lui Zachary Taylor)       | 4 martie 1853      | Încheierea mandatului lui Millard Fillmore     | 969 zile      | 2 ani, 7 luni, 23 zile  |
| 4          | Martin Van Buren John Tyler Millard Fillmore Franklin Pierce                                | 4 martie 1853      | Instalarea în funcție a lui Franklin Pierce                                     | 4 martie 1857      | Încheierea mandatului lui Franklin Pierce      | 1.461 zile    | 4 ani                   |
| 5          | Martin Van Buren John Tyler Millard Fillmore Franklin Pierce James Buchanan                 | 4 martie 1857      | Instalarea în funcție a lui James Buchanan                                      | 4 martie 1861      | Încheierea mandatului lui James Buchanan       | 1.461 zile    | 4 ani                   |
| 6          | Martin Van Buren John Tyler Millard Fillmore Franklin Pierce James Buchanan Abraham Lincoln | 4 martie 1861      | Instalarea în funcție a lui Abraham Lincoln                                     | 18 ianuarie 1862   | Decesul lui John Tyler                         | 320 zile      | 10 luni, 14 zile        |
| 5          | Martin Van Buren Millard Fillmore Franklin Pierce James Buchanan Abraham Lincoln            | 18 ianuarie 1862   | Decesul lui John Tyler                                                          | 24 iulie 1862      | Decesul lui Martin Van Buren                   | 187 zile      | 6 luni, 6 zile          |
| 4          | Millard Fillmore Franklin Pierce James Buchanan Abraham Lincoln                             | 24 iulie 1862      | Decesul lui Martin Van Buren                                                    | 15 aprilie 1865    | Decesul lui Abraham Lincoln                    | 996 zile      | 2 ani, 8 luni, 22 zile  |
| 4          | Millard Fillmore Franklin Pierce James Buchanan Andrew Johnson                              | 15 aprilie 1865    | Preluarea funcției de către Andrew Johnson (decesul lui Abraham Lincoln)        | 1 iunie 1868       | Decesul lui James Buchanan                     | 1.143 zile    | 3 ani, 1 lună, 17 zile  |
| 3          | Millard Fillmore Franklin Pierce Andrew Johnson                                             | 1 iunie 1868       | Decesul lui James Buchanan                                                      | 4 martie 1869      | Încheierea mandatului lui Andrew Johnson       | 276 zile      | 9 luni, 3 zile          |
| 4          | Millard Fillmore Franklin Pierce Andrew Johnson Ulysses S. Grant                            | 4 martie 1869      | Instalarea în funcție a lui Ulysses S. Grant                                    | 8 octombrie 1869   | Decesul lui Franklin Pierce                    | 218 zile      | 7 luni, 4 zile          |
| 3          | Millard Fillmore Andrew Johnson Ulysses S. Grant                                            | 8 octombrie 1869   | Decesul lui Franklin Pierce                                                     | 8 martie 1874      | Decesul lui Millard Fillmore                   | 1.612 zile    | 4 ani, 5 luni           |
| 2          | Andrew Johnson Ulysses S. Grant                                                             | 8 martie 1874      | Decesul lui Millard Fillmore                                                    | 31 iulie 1875      | Decesul lui Andrew Johnson                     | 510 zile      | 1 an, 4 luni, 23 zile   |
| 1          | Ulysses S. Grant                                                                            | 31 iulie 1875      | Decesul lui Andrew Johnson                                                      | 4 martie 1877      | Încheierea mandatului lui Ulysses S. Grant     | 582 zile      | 1 an, 7 luni, 4 zile    |
| 2          | Ulysses S. Grant Rutherford B. Hayes                                                        | 4 martie 1877      | Instalarea în funcție a lui Rutherford B. Hayes                                 | 4 martie 1881      | Încheierea mandatului lui Rutherford B. Hayes  | 1.461 zile    | 4 ani                   |
| 3          | Ulysses S. Grant Rutherford B. Hayes James Garfield                                         | 4 martie 1881      | Instalarea în funcție a lui James Garfield                                      | 19 septembrie 1881 | Decesul lui James Garfield                     | 199 zile      | 6 luni, 15 zile         |
| 3          | Ulysses S. Grant Rutherford B. Hayes Chester A. Arthur                                      | 19 septembrie 1881 | Preluarea funcției de către Chester A. Arthur (decesul lui James Garfield)      | 4 martie 1885      | Încheierea mandatului lui Chester A. Arthur    | 1.262 zile    | 3 ani, 5 luni, 13 zile  |
| 4          | Ulysses S. Grant Rutherford B. Hayes Chester A. Arthur Grover Cleveland                     | 4 martie 1885      | Instalarea în funcție a lui Grover Cleveland                                    | 23 iulie 1885      | Decesul lui Ulysses S. Grant                   | 141 zile      | 4 luni, 19 zile         |
| 3          | Rutherford B. Hayes Chester A. Arthur Grover Cleveland                                      | 23 iulie 1885      | Decesul lui Ulysses S. Grant                                                    | 18 noiembrie 1886  | Decesul lui Chester A. Arthur                  | 483 zile      | 1 an, 3 luni, 26 zile   |
| 2          | Rutherford B. Hayes Grover Cleveland                                                        | 18 noiembrie 1886  | Decesul lui Chester A. Arthur                                                   | 4 martie 1889      | Încheierea mandatului lui Grover Cleveland     | 837 zile      | 2 ani, 3 luni, 14 zile  |
| 3          | Rutherford B. Hayes Grover Cleveland Benjamin Harrison                                      | 4 martie 1889      | Instalarea în funcție a lui Benjamin Harrison                                   | 17 ianuarie 1893   | Decesul lui Rutherford B. Hayes                | 1.415 zile    | 3 ani, 10 luni, 13 zile |
| 2          | Grover Cleveland Benjamin Harrison                                                          | 17 ianuarie 1893   | Decesul lui Rutherford B. Hayes                                                 | 4 martie 1893      | Încheierea mandatului lui Benjamin Harrison    | 1.507 zile    | 4 ani, 1 lună, 15 zile  |
| 2          | Grover Cleveland Benjamin Harrison                                                          | 4 martie 1893      | Instalarea în funcție a lui Grover Cleveland (al doilea mandat)                 | 4 martie 1897      | Încheierea mandatului lui Grover Cleveland     | 1.507 zile    | 4 ani, 1 lună, 15 zile  |
| 3          | Grover Cleveland Benjamin Harrison William McKinley                                         | 4 martie 1897      | Instalarea în funcție a lui William McKinley                                    | 13 martie 1901     | Decesul lui Benjamin Harrison                  | 1.470 zile    | 4 ani, 9 zile           |
| 2          | Grover Cleveland William McKinley                                                           | 13 martie 1901     | Decesul lui Benjamin Harrison                                                   | 14 septembrie 1901 | Decesul lui William McKinley                   | 185 zile      | 6 luni, 1 zi            |
| 2          | Grover Cleveland Theodore Roosevelt                                                         | 14 septembrie 1901 | Preluarea funcției de către Theodore Roosevelt (decesul lui William McKinley)   | 24 iunie 1908      | Decesul lui Grover Cleveland                   | 2.475 zile    | 6 ani, 9 luni, 10 zile  |
| 1          | Theodore Roosevelt                                                                          | 24 iunie 1908      | Decesul lui Grover Cleveland                                                    | 4 martie 1909      | Încheierea mandatului lui Theodore Roosevelt   | 253 zile      | 8 luni, 8 zile          |
| 2          | Theodore Roosevelt William H. Taft                                                          | 4 martie 1909      | Instalarea în funcție a lui William H. Taft                                     | 4 martie 1913      | Încheierea mandatului lui William H. Taft      | 1.461 zile    | 4 ani                   |
| 3          | Theodore Roosevelt William H. Taft Woodrow Wilson                                           | 4 martie 1913      | Instalarea în funcție a lui Woodrow Wilson                                      | 6 ianuarie 1919    | Decesul lui Theodore Roosevelt                 | 2.134 zile    | 5 ani, 10 luni, 2 zile  |
| 2          | William H. Taft Woodrow Wilson                                                              | 6 ianuarie 1919    | Decesul lui Theodore Roosevelt                                                  | 4 martie 1921      | Încheierea mandatului lui Woodrow Wilson       | 775 zile      | 2 ani, 1 lună, 26 zile  |
| 3          | William H. Taft Woodrow Wilson Warren G. Harding                                            | 4 martie 1921      | Instalarea în funcție a lui Warren G. Harding                                   | 2 august 1923      | Decesul lui Warren G. Harding                  | 881 zile      | 2 ani, 4 luni, 29 zile  |
| 3          | William H. Taft Woodrow Wilson Calvin Coolidge                                              | 2 august 1923      | Preluarea funcției de către Calvin Coolidge (decesul lui Warren G. Harding)     | 3 februarie 1924   | Decesul lui Woodrow Wilson                     | 185 zile      | 6 luni, 1 zi            |
| 2          | William H. Taft Calvin Coolidge                                                             | 3 februarie 1924   | Decesul lui Woodrow Wilson                                                      | 4 martie 1929      | Încheierea mandatului lui Calvin Coolidge      | 1.856 zile    | 5 ani, 1 lună, 1 zi     |
| 3          | William H. Taft Calvin Coolidge Herbert Hoover                                              | 4 martie 1929      | Instalarea în funcție a lui Herbert Hoover                                      | 8 martie 1930      | Decesul lui William H. Taft                    | 369 zile      | 1 an, 4 zile            |
| 2          | Calvin Coolidge Herbert Hoover                                                              | 8 martie 1930      | Decesul lui William H. Taft                                                     | 5 ianuarie 1933    | Decesul lui Calvin Coolidge                    | 1.034 zile    | 2 ani, 9 luni, 28 zile  |
| 1          | Herbert Hoover                                                                              | 5 ianuarie 1933    | Decesul lui Calvin Coolidge                                                     | 4 martie 1933      | Încheierea mandatului lui Herbert Hoover       | 58 zile       | 1 lună, 27 zile         |
| 2          | Herbert Hoover Franklin D. Roosevelt                                                        | 4 martie 1933      | Instalarea în funcție a lui Franklin D. Roosevelt                               | 12 aprilie 1945    | Decesul lui Franklin D. Roosevelt              | 4.422 zile    | 12 ani, 1 lună, 8 zile  |
| 2          | Herbert Hoover Harry S. Truman                                                              | 12 aprilie 1945    | Preluarea funcției de către Harry S. Truman (decesul lui Franklin D. Roosevelt) | 20 ianuarie 1953   | Încheierea mandatului lui Harry S. Truman      | 2.840 zile    | 7 ani, 9 luni, 8 zile   |
| 3          | Herbert Hoover Harry S. Truman Dwight D. Eisenhower                                         | 20 ianuarie 1953   | Instalarea în funcție a lui Dwight D. Eisenhower                                | 20 ianuarie 1961   | Încheierea mandatului lui Dwight D. Eisenhower | 2.922 zile    | 8 ani                   |
| 4          | Herbert Hoover Harry S. Truman Dwight D. Eisenhower John F. Kennedy                         | 20 ianuarie 1961   | Instalarea în funcție a lui John F. Kennedy                                     | 22 noiembrie 1963  | Decesul lui John F. Kennedy                    | 1.036 zile    | 2 ani, 10 luni, 2 zile  |
| 4          | Herbert Hoover Harry S. Truman Dwight D. Eisenhower Lyndon B. Johnson                       | 22 noiembrie 1963  | Preluarea funcției de către Lyndon B. Johnson (decesul lui John F. Kennedy)     | 20 octombrie 1964  | Decesul lui Herbert Hoover                     | 333 zile      | 10 luni, 28 zile        |
| 3          | Harry S. Truman Dwight D. Eisenhower Lyndon B. Johnson                                      | 20 octombrie 1964  | Decesul lui Herbert Hoover                                                      | 20 ianuarie 1969   | Încheierea mandatului lui Lyndon B. Johnson    | 1.553 zile    | 4 ani, 3 luni           |
| 4          | Harry S. Truman Dwight D. Eisenhower Lyndon B. Johnson Richard Nixon                        | 20 ianuarie 1969   | Instalarea în funcție a lui Richard Nixon                                       | 28 martie 1969     | Decesul lui Dwight D. Eisenhower               | 67 zile       | 2 luni, 8 zile          |
| 3          | Harry S. Truman Lyndon B. Johnson Richard Nixon                                             | 28 martie 1969     | Decesul lui Dwight D. Eisenhower                                                | 26 decembrie 1972  | Decesul lui Harry S. Truman                    | 1.369 zile    | 3 ani, 8 luni, 28 zile  |
| 2          | Lyndon B. Johnson Richard Nixon                                                             | 26 decembrie 1972  | Decesul lui Harry S. Truman                                                     | 22 ianuarie 1973   | Decesul lui Lyndon B. Johnson                  | 27 zile       | 27 zile                 |
| 1          | Richard Nixon                                                                               | 22 ianuarie 1973   | Decesul lui Lyndon B. Johnson                                                   | 9 august 1974      | Demisia lui Richard Nixon                      | 564 zile      | 1 an, 6 luni, 18 zile   |
| 2          | Richard Nixon Gerald Ford                                                                   | 9 august 1974      | Preluarea funcției de către Gerald Ford (demisia lui Richard Nixon)             | 20 ianuarie 1977   | Încheierea mandatului lui Gerald Ford          | 895 zile      | 2 ani, 5 luni, 11 zile  |
| 3          | Richard Nixon Gerald Ford Jimmy Carter                                                      | 20 ianuarie 1977   | Instalarea în funcție a lui Jimmy Carter                                        | 20 ianuarie 1981   | Încheierea mandatului lui Jimmy Carter         | 1.461 zile    | 4 ani                   |
| 4          | Richard Nixon Gerald Ford Jimmy Carter Ronald Reagan                                        | 20 ianuarie 1981   | Instalarea în funcție a lui Ronald Reagan                                       | 20 ianuarie 1989   | Încheierea mandatului lui Ronald Reagan        | 2.922 zile    | 8 ani                   |
| 5          | Richard Nixon Gerald Ford Jimmy Carter Ronald Reagan George H. W. Bush                      | 20 ianuarie 1989   | Instalarea în funcție a lui George H. W. Bush                                   | 20 ianuarie 1993   | Încheierea mandatului lui George H. W. Bush    | 1.461 zile    | 4 ani                   |
| 6          | Richard Nixon Gerald Ford Jimmy Carter Ronald Reagan George H. W. Bush Bill Clinton         | 20 ianuarie 1993   | Instalarea în funcție a lui Bill Clinton                                        | 22 aprilie 1994    | Decesul lui Richard Nixon                      | 457 zile      | 1 an, 3 luni, 2 zile    |
| 5          | Gerald Ford Jimmy Carter Ronald Reagan George H. W. Bush Bill Clinton                       | 22 aprilie 1994    | Decesul lui Richard Nixon                                                       | 20 ianuarie 2001   | Încheierea mandatului lui Bill Clinton         | 2.465 zile    | 6 ani, 8 luni, 29 zile  |
| 6          | Gerald Ford Jimmy Carter Ronald Reagan George H. W. Bush Bill Clinton George W. Bush        | 20 ianuarie 2001   | Instalarea în funcție a lui George W. Bush                                      | 5 iunie 2004       | Decesul lui Ronald Reagan                      | 1.232 zile    | 3 ani, 4 luni, 16 zile  |
| 5          | Gerald Ford Jimmy Carter George H. W. Bush Bill Clinton George W. Bush                      | 5 iunie 2004       | Decesul lui Ronald Reagan                                                       | 26 decembrie 2006  | Decesul lui Gerald Ford                        | 934 zile      | 2 ani, 6 luni, 21 zile  |
| 4          | Jimmy Carter George H. W. Bush Bill Clinton George W. Bush                                  | 26 decembrie 2006  | Decesul lui Gerald Ford                                                         | 20 ianuarie 2009   | Încheierea mandatului lui George W. Bush       | 756 zile      | 2 ani, 25 zile          |
| 5          | Jimmy Carter George H. W. Bush Bill Clinton George W. Bush Barack Obama                     | 20 ianuarie 2009   | Instalarea în funcție a lui Barack Obama                                        | 20 ianuarie 2017   | Încheierea mandatului lui Barack Obama         | 2.922 zile    | 8 ani                   |
| 6          | Jimmy Carter George H. W. Bush Bill Clinton George W. Bush Barack Obama Donald Trump        | 20 ianuarie 2017   | Instalarea în funcție a lui Donald Trump                                        | 30 noiembrie 2018  | Decesul lui George H. W. Bush                  | 679 zile      | 1 an, 10 luni, 10 zile  |
| 5          | Jimmy Carter Bill Clinton George W. Bush Barack Obama Donald Trump                          | 30 noiembrie 2018  | Decesul lui George H. W. Bush                                                   | 20 ianuarie 2021   | Încheierea mandatului lui Donald Trump         | 782 zile      | 2 ani, 1 lună, 21 zile  |
| 6          | Jimmy Carter Bill Clinton George W. Bush Barack Obama Donald Trump Joe Biden                | 20 ianuarie 2021   | Instalarea în funcție a lui Joe Biden                                           | 29 decembrie 2024  | Decesul lui Jimmy Carter                       | 1.439 zile    | 3 ani, 11 luni, 9 zile  |
| 5          | Bill Clinton George W. Bush Barack Obama Donald Trump Joe Biden                             | 29 decembrie 2024  | Decesul lui Jimmy Carter                                                        | 20 ianuarie 2025   | Încheierea mandatului lui Joe Biden            | 64 zile       | 0 ani, 64 zile          |
| 5          | Bill Clinton George W. Bush Barack Obama Donald Trump Joe Biden                             | 20 ianuarie 2025   | Instalarea în funcție a lui Donald Trump (al doilea mandat)                     | prezent            |                                                | 64 zile       | 0 ani, 64 zile          |

1. ↑  În toate situațiile de încheiere a mandatului, până în 1937, s-a notat data de 4 martie, deși, oficial, încheierea mandatului se producea pe 3 martie, cu o secundă înainte de miezul nopții (următorul mandat începând pe 4 martie la ora 0.00).
2. 1 2  Valoarea este calculată "la zi".

## Date statistice
- De-a lungul istoriei au existat doar 6 persoane care au fost la un moment dat singurul președinte în viață. Primul a fost George Washington, de la instalarea sa în funcție până la instalarea lui John Adams; ultimul a fost Richard Nixon, de la decesul lui Lyndon B. Johnson pe 22 ianuarie 1973 până la demisia sa pe 9 august 1974.

- Au existat 5 perioade când au fost în viață câte 6 președinți. În două dintre aceste perioade (1993-1994 și 2001-2004) toți cei 6 erau președinți instalați în funcție succesiv.

- Richard Nixon este singurul care a fost atât unicul în viață (1973-1974), cât și unul din cei 6 care trăiau în 1993-1994.

- Au existat 20 de președinții în timpul cărora nu a decedat niciun președinte, cea mai recentă fiind președinția lui Barack Obama. Nu am inclus aici președințiile lui William H. Harrison, Garfield, Harding, Franklin D. Roosevelt și John F. Kennedy, care au decedat în timpul mandatului propriu. De două ori, în timpul mandatelor lui Grant și Nixon, au existat trei decese. (Nici aici nu am luat în considerație mandatul lui Lincoln, al cărui deces a fost al treilea în cadrul președinției sale). Cea mai lungă secvență de președinții fără un deces al vreunui președinte este de 4, respectiv președințiile lui Ford, Carter, Reagan și George H.W. Bush.

- Cea mai lungă perioadă dintre două decese a fost de 26 de ani, 6 luni și 20 de zile, între decesul lui Washington pe 14 decembrie 1799 și decesul lui Thomas Jefferson pe 4 iulie 1826. Cea mai scurtă a urmat imediat după aceea, în cele circa 4-5 ore care s-au scurs între decesul lui Jefferson și decesul lui John Adams.

- Doar de trei ori, în 1826, 1862 și 1901, au decedat câte doi președinți în același an. În primul caz, menționat mai sus, cele două decese s-au produs în aceeași zi. În al doilea caz, între decesul lui Tyler și cel al lui Van Buren au fost 187 de zile, iar în al treilea caz, între decesul lui Benjamin Harrison și asasinarea lui McKinley a fost un interval de 185 de zile.

- Harry S. Truman a decedat pe 26 decembrie 1972, cu doar 25 de zile înainte de debutul celui de-al doilea mandat al lui Nixon. Lyndon Johnson a decedat pe 22 ianuarie 1973, cu doar două zile după acest debut. Cei doi au decedat la interval de doar 27 de zile, dar totuși în doi ani diferiți și în timpul a două președinții diferite.

- În perioada 1833-1840, pe lângă președintele în funcție și foștii președinți aflați încă în viață, existau deja alte 15 persoane care urmau să devină președinți de-a lungul timpului! A fost perioada cea mai „bogată” din acest punct de vedere. Oare câți viitori președinți s-or fi născut deja până în ziua de azi?